# Bing Maps
Bing Maps (in precedenza Live Search Maps, Windows Live Maps, Windows Live Local e MSN Virtual Earth) è un servizio di mappe virtuali del motore di ricerca Bing di Microsoft e motorizzato dapprima dalla struttura Bing Maps Platform

## Storia
Venne pubblicato il 24 luglio 2005 come MSN Virtual Earth,in fase di beta testing, e definitivamente poi nel 2010. Era basato sulle mappe di Nokia Here; quest'ultima nel 2015 è stata acquisita da un gruppo di case automobilistiche:  Audi, BMW e Daimler. Dal 2020 utilizza mappe fornite da altri progetti, tra cui TomTom e OpenStreetMap.

## Funzionalità

### Carte stradali
Gli utenti possono navigare e cercare carte stradali topograficamente ombreggiate per molte città in tutto il mondo. Le carte includono alcuni punti di interesse integrati, come stazioni della metropolitana, stadi, ospedali e altre strutture. È anche possibile esplorare i punti di interesse creati dagli utenti pubblici. Le ricerche possono riguardare collezioni pubbliche, attività commerciali o tipi di attività commerciali, luoghi o persone. Sono disponibili cinque visualizzazioni di carte stradali: Road View, Aerial View, Bird’s Eye View, Street Side View e 3D View.

### Vista stradale
La vista stradale è la visualizzazione predefinita della mappa e mostra immagini vettoriali di strade, edifici e aree geografiche. I dati da cui viene resa la mappa stradale predefinita sono concessi in licenza da Navteq. In alcune parti del mondo, sono disponibili anche mappe stradali di fornitori di dati alternativi. Ad esempio, quando si visualizza una mappa di Londra, possono essere visualizzati i dati stradali della Collins Bartholomew London Street Map. In tutte le parti del Regno Unito è possibile visualizzare anche i dati stradali di Ordnance Survey. È disponibile un app Bing Maps che mostrerà i dati stradali di OpenStreetMap.